# Leptochiton vietnamensis
Leptochiton vietnamensis är en blötdjursart som beskrevs av Boris I. Sirenko 1998. Leptochiton vietnamensis ingår i släktet Leptochiton och familjen Leptochitonidae.
Artens utbredningsområde är Vietnam. Inga underarter finns listade i Catalogue of Life.